# Rue du Lieuvin
La rue du Lieuvin est une voie du 15e arrondissement de Paris, en France.

## Situation et accès

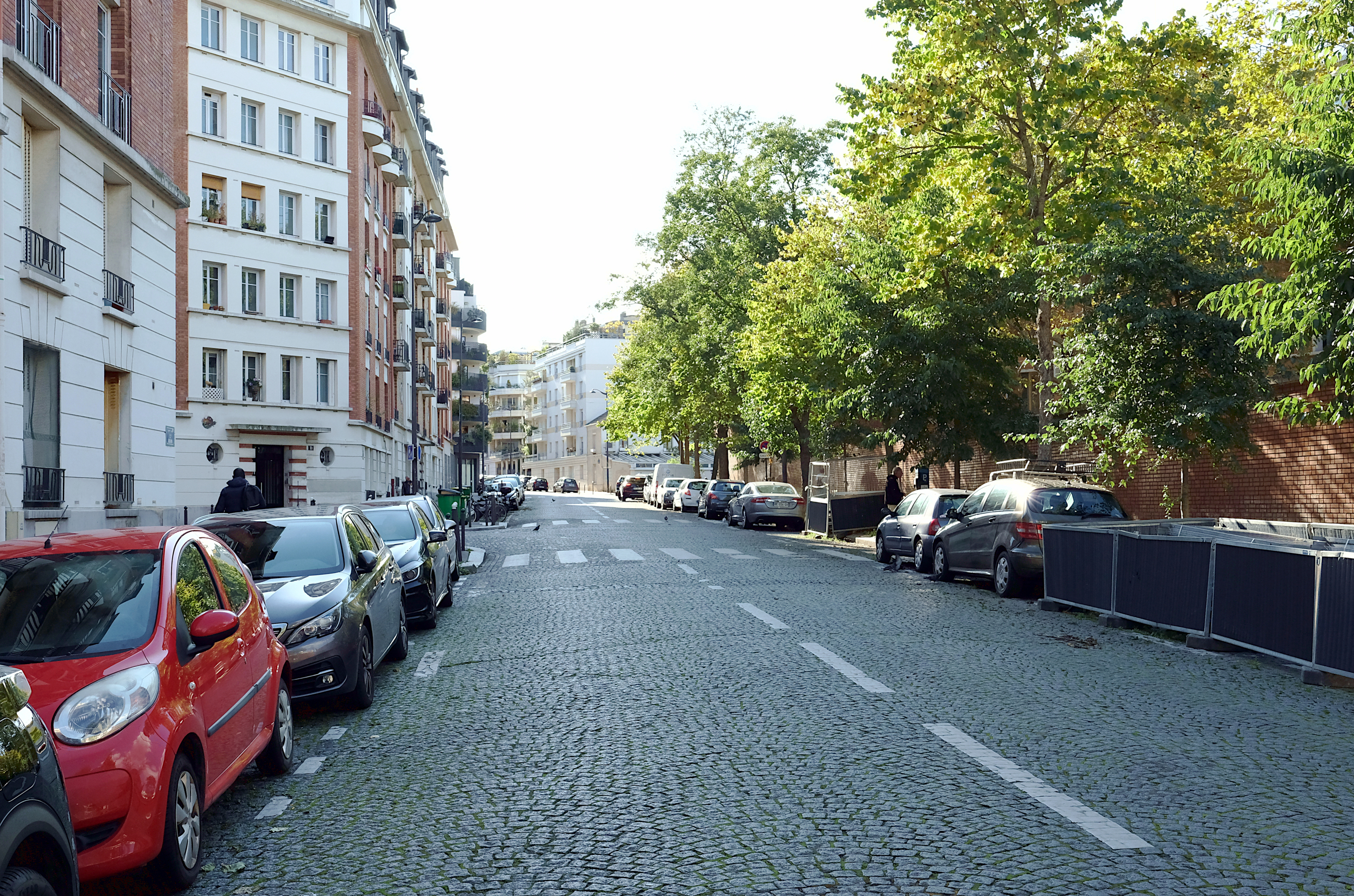
La rue vue vers le sud.

La rue du Lieuvin est une voie située dans le 15e arrondissement de Paris. Elle débute au 72, rue des Morillons et se termine au 13, rue Fizeau.

## Origine du nom
Elle porte le nom du Lieuvin, une région naturelle située dans l'ouest du département de l'Eure.

## Historique
Cette voie, ouverte par la Ville de Paris sur l'emplacement d'un ancien dépôt de pavés, prend sa dénomination actuelle le 21 janvier 1935.